# Gelasio de Cesarea
Gelasio de Cesarea (fallecido alrededor del año 395) fue un obispo e historiador cristiano del siglo IV. Era sobrino de Cirilo de Jerusalén. Fue obispo de Cesarea, tras Eusebio y también concluyó la Historia Ecclesiastica que el primero comenzó con su Continuatio historiae ecclesiasticae. No se conservan partes de esta obra aunque se ha especulado con la posibilidad de que los libros 9 y 10 de la Historia Ecclesiastica de Rufino de Aquilea sean más bien parte de la obra de Gelasio.
También escribió un tratado dogmático del que sólo quedan algunos fragmentos.